# Duarte de Almeida

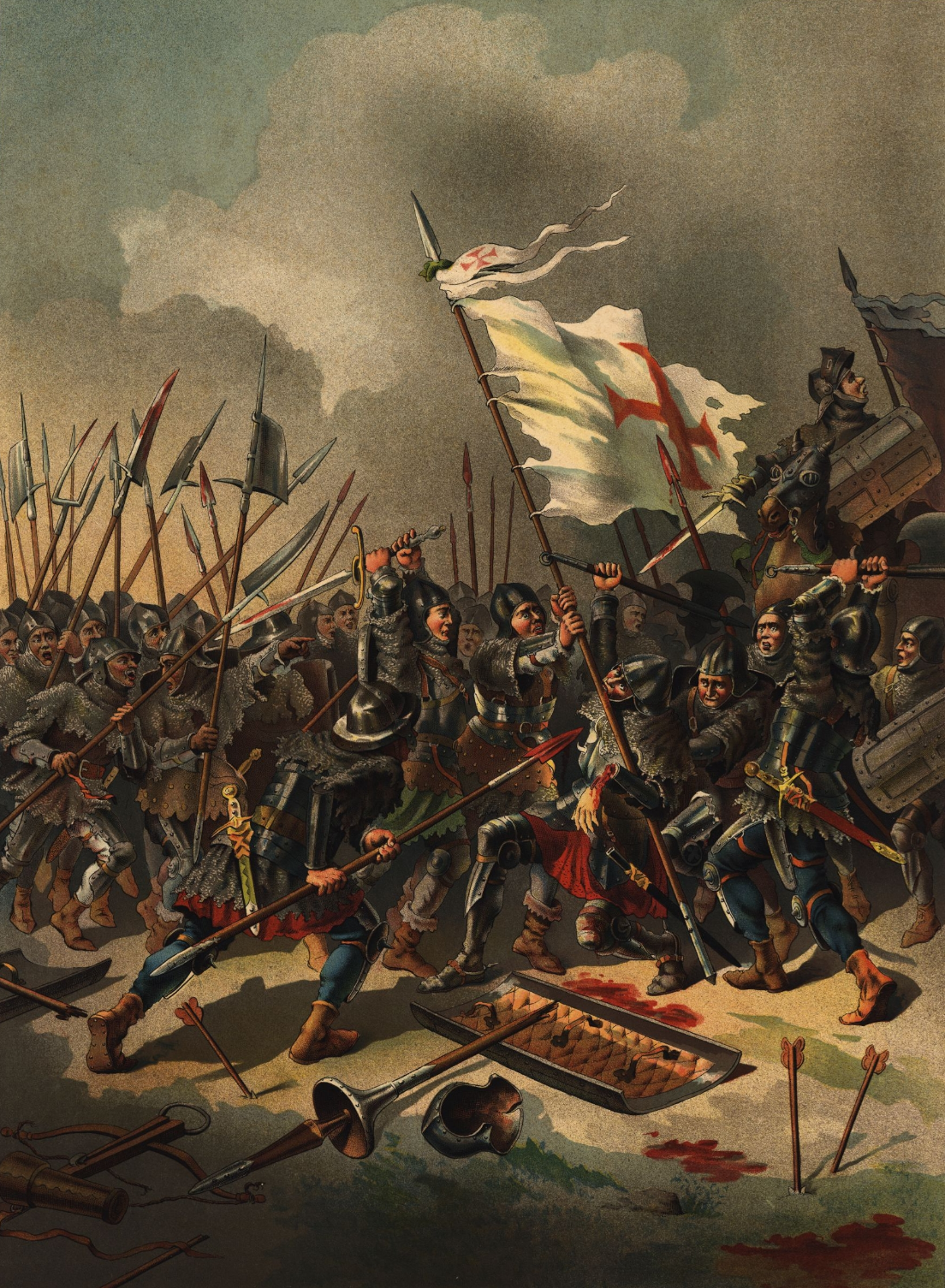
Litografía portuguesa conmemorativa de la batalla de Toro titulada Hecho heroico de Duarte de Almeida el Decepado

Duarte de Almeida, conocido por el sobrenombre de O Decepado ("el Mutilado", o "el Amputado"), fue un militar portugués  del siglo XV, mitificado en su país como ejemplo de patriotismo por su comportamiento heroico en la batalla de Toro (1 de marzo de 1476), en el contexto de la guerra de sucesión castellana.

## La hazaña
Duarte de Almeida, natural de Vila Pouca de Aguiar, era hijo de João Fernandes de Almeida, señor de la torre y castillo de Vilharigues. En la batalla de Toro se desempeñaba como alférez del rey portugués Alfonso V, que había invadido Castilla en defensa  de los derechos sucesorios de su sobrina Juana la Beltraneja, con la que, además, había contraído matrimonio en 1475.  El Diccionario histórico de Portugal, publicado en 1904, narra dramáticamente su vicisitud en la batalla:

Sometidos por la superioridad del número, los portugueses cayeron en desorden, abandonando el pabellón real. Inmediatamente, innúmeras lanzas y espadas lo cubren, y todos a porfía pretenden apoderarse de semejante trofeo. Duarte de Almeida, en un supremo esfuerzo, envuelto en un torbellino de lanzas, empuña de nuevo la bandera, y la defiende con heroica bravura. Una cuchillada le corta la mano derecha; indiferente al dolor, empuña con la izquierda el estandarte confiado a su honra y lealtad; le amputan también la mano izquierda; Duarte de Almeida, desesperado, toma el estandarte entre los dientes, y rasgado, despedazado, los ojos de fuego, resiste todavía, resiste siempre. Entonces los castellanos lo rodearon, e caían las lanzadas sobre el heroiico alférez mayor, que, al final, cae moribundo.

Duarte de Almeida fue conducido medio muerto al campamento castellano, donde recibió las primeras curas, siendo después enviado a un hospital de Castilla. Al cabo de muchos meses, volvió a la, patria, y fue a vivir al castillo de Vilarigas, que heredara de su padre.

La fuente principal de esta dramática narración es la Crónica do Principe D. Joao, de Damião de Gois, escrita un siglo después de los hechos, que describe en términos menos altisonantes y más austeros el sobrecogedor incidente:

Los nuestros comenzaron a desordenarse, de manera que desampararon la bandera real, pero antes de que la tomasen amputaron las manos a Duarte de Almeida, alférez pequeño [sic] que la llevaba, y le infligieron tantas heridas que lo tuvieron por muerto; no obstante, sobrevivió  y fue conducido preso a Zamora.

El estandarte de Alfonso V no quedó definitivamente en poder de los castellanos, pues fue recuperado por otro héroe portugués, Gonçalo Pires, al que por esa hazaña el rey le permitió añadir al suyo el apellido Bandeira.

## Después de la batalla
Las recompensas reales no fueron más allá, pues el mismo Damiao de Gois critica que Pires Bandeira viviera en la pobreza y añade:

En esa misma pobreza vivió el alférez Duarte de Almeida, al cual no se hizo merced alguna en compensación de cuantas heridas recibió antes de que los castellanos le arrebatasen nuestra bandera real de las manos, del triste modo que oísteis.

Hay que señalar que la pobreza ulterior del héroe sería solo relativa, pues, como anota Camilo Castelo Branco en sus Noites de insomnia, además del castillo de Vilharigues heredado de su padre, poseía en Vouzela la casa solariega de la Cavalaria, que reivindica ser su lugar de nacimiento, y contaba con el abundante patrimonio de su mujer, María de Azevedo, que había heredado una no pequeña fortuna de una tía materna. En ese mismo sentido, enumera muy detalladamente el patrimonio de Duarte de Almeida, Anselmo Braancamp Freire, aunque desmiente a Castelo Branco sobre la supuesta donación por Alfonso V, antes de la batalla de Toro, del reguengo (señorío) de Lafões.
Por su parte, a falta del estandarte real de Alfonso V, tomado a tan alto coste y luego perdido, los Reyes Católicos llevaron otros capturados a los portugueses, y las propias armas del infortunado Duarte, al monasterio de San Juan de los Reyes, que mandaron erigir en Granada en conmemoración, entre otras cosas, de su pretendida y muy publicitada victoria en la batalla de Toro.